# Procynosuchus
Procynosuchus è un genere estinto di terapsidi, vissuto nel Permiano superiore (circa 250 milioni di anni fa), i cui resti fossili sono stati rinvenuti in Sudafrica.

## Una "lontra - coccodrillo"
L'aspetto di questo animale richiama da vicino quello di una lontra: il corpo era lungo, sorretto da zampe corte e (probabilmente) palmate, mentre la coda lunga e piatta poteva garantire una notevole propulsione in ambienti acquatici. Il suo adattamento alla vita acquatica è una caratteristica insolita, dal momento che la maggior parte dei terapsidi erano compiutamente terrestri. Il suo modo di nuotare doveva essere davvero simile a quello delle lontre, o forse dei coccodrilli: la coda dava la spinta necessaria, mentre le corte zampe servivano a direzionarsi. Con ogni probabilità questo animale lungo circa 60 centimetri si nutriva di pesci che catturava con movimenti rapidi.
Anche il cranio del procinosuco è molto interessante: le sue caratteristiche sono intermedie tra quelle dei terapsidi più primitivi e quelle dei cinodonti, un gruppo di terapsidi evoluti che ebbero una notevole espansione nel Triassico (ad es. Cynognathus e Thrinaxodon) e sono considerati i veri antenati dei mammiferi. Il procinosuco è considerato, insieme all'altrettanto primitivo Dvinia della Russia, uno dei primi cinodonti. Sono note due specie di procinosuco: Procynosuchus rubidgei e Procynosuchus delahapeae, entrambe del Permiano superiore sudafricano.